# Rima San Giuseppe
Rima San Giuseppe es una localidad y comune italiana de la provincia de Vercelli, región de Piamonte, con 65 habitantes.

## Evolución demográfica
| Gráfica de evolución demográfica de Rima San Giuseppe entre 1861 y 2001 |
|                                                                         |
| Fuente ISTAT - elaboración gráfica de Wikipedia                         |